# Luise Haselmayr
Luise Haselmayr (* 17. Dezember 1921 in München; † 24. August 2001 in Bernau am Chiemsee) war eine deutsche Politikerin (SPD).

## Leben und Beruf
Haselmayr besuchte das Lyzeum an der Luisenstraße in München und erwarb dort die Mittlere Reife. Ab 1939 arbeitete sie beim Finanzamt München. 1944/45 besuchte Haselmayr die Oberschule in Rosenheim, wo sie 1945 das Abitur ablegte. Anschließend war sie freiwillige Rot-Kreuz-Helferin im Vilshofener Krankenhaus.
Nach Kriegsende arbeitete sie als Dolmetscherin beim amerikanischen Generalkonsulat in München und war Frauenreferentin bei der Militärregierung. Zudem studierte sie an der Ludwig-Maximilians-Universität München Zeitungswissenschaft, Volkswirtschaftslehre und Psychologie. 1949 wurde sie mit einer Arbeit über die Grundlagen der öffentlichen Meinung und ihre Erforschung zur Dr. rer. pol. promoviert. Sie baute das Institut für Erforschung der öffentlichen Meinung am Zeitungswissenschaftlichen Institut München auf und war als Journalistin beim Rundfunk und der Presse tätig. Zudem engagierte sie sich in Hausfrauen- und Verbraucherorganisationen. Sie wurde zur Vertreterin der Verbraucher bei der Kommission der EWG berufen.

## Politik
Haselmayr engagierte sich zunächst in der Gesamtdeutschen Volkspartei Gustav Heinemanns, für die sie bei der Bundestagswahl 1953 vergeblich im Bundestagswahlkreis Dillingen und auf der bayerischen Landesliste kandidierte. Nachdem das Scheitern der GVP offenkundig geworden war, trat sie – wie ein Großteil der Parteimitglieder – zur SPD über, für die sie von 1962 bis zur Mandatsniederlegung am 7. September 1970 dem Bayerischen Landtag angehörte. Im Parlament gehörte sie dem Ausschuss für Ernährung und Landwirtschaft an.

## Ehrungen
- 1983: Verdienstkreuz am Bande der Bundesrepublik Deutschland

## Veröffentlichungen
- Einkaufen will gelernt sein. BLV Verlag, 1962.
- Geld und Recht in Haushalt und Ehe. Heyne Verlag, 1967.